# Mute (film)
Pour les articles homonymes, voir Mute.
Pour plus de détails, voir Fiche technique et Distribution.
Mute, ou Muet au Québec, est un film de science-fiction germano-britannique coécrit et réalisé par Duncan Jones, sorti en 2018 en exclusivité sur Netflix,.

## Synopsis
À Berlin en 2052, le chaos règne entre immigrants et autochtones dans cette ville où l'Est affronte l'Ouest,,,,. Leo Beiler (Alexander Skarsgård), un barman muet, est enlevé alors qu'il affronte les truands de sa ville afin de retrouver une femme disparue qui est sa seule raison de vivre,,,,,,. Durant sa plongée dans les entrailles de la ville, deux étranges chirurgiens américains (Paul Rudd et Justin Theroux) semblent être le seul fil rouge, et Leo ne sait pas s'il peut leur faire confiance,.

## Fiche technique
Sauf indication contraire, les informations mentionnées dans cette section peuvent être confirmées par la base de données cinématographiques IMDb,  présente dans la section « Liens externes ».
- Titre original et français : Mute
- Titre québécois : Muet
- Réalisation : Duncan Jones
- Scénario : Michael Robert Johnson et Duncan Jones
- Musique : Clint Mansell
- Direction artistique : Gavin Bocquet
- Décors : Sarah Horton, Wolfgang Metschan et David Scheunemann
- Costumes : Ruth Myers
- Photographie : Gary Shaw
- Montage : Barrett Heathcote et Laura Jennings
- Production : Stuart Fenegan
  - Production déléguée : Charles J.D. Schlissel
  - Coproduction : Christoph Fisser, Henning Molfenter et Charlie Woebcken
- Sociétés de production : Liberty Films UK, coproduit par les Studios de Babelsberg
- Société de distribution : Netflix
- Pays de production :  Royaume-Uni,  Allemagne
- Langues originales : anglais et allemand
- Format : couleur
- Genre : science-fiction
- Durée : 126 minutes
- Date de sortie :
  -  Mondial : 23 février 2018 (Netflix)

## Distribution
- Alexander Skarsgård (VF : Valentin Merlet) : Leo Beiler
- Paul Rudd (VF : Cédric Dumond) : Cactus Bill, un des chirurgiens américains
- Justin Theroux (VF : Jérôme Pauwels) : Duck Teddington, l'autre chirurgien
- Seyneb Saleh (VF : Élisabeth Ventura) : Naadirah
- Robert Sheehan (VF : Yoann Sover) : Luba
- Gilbert Owuor (VF : Daniel Lobé) : Maksim
- Jannis Niewöhner (VF : Gauthier Battoue) : Nicky Simsek
- Robert Kazinsky (VF : Boris Rehlinger) : Rob
- Noel Clarke (VF : Jean-Baptiste Anoumon) : Stuart
- Dominic Monaghan (VF : Vincent Ropion) : Oswald
- Nikki Lamborn : Rhonna
- Ulf Hermann : Gunther
- Daniel Fathers (VF : Philippe Valmont) : le sergent Robert Kloskowski
- Anja Karmanski : Kathy
- Barbara Ewing (VF : Jocelyne Darche) : Edna Ayers
- Kirsten Block : la chancelière allemande
- Sam Rockwell : Sam Bell (caméo)
- Laura de Boer : docteur
- Annina Walt : Kanwal

- Version française
  - Studio de doublage : Deluxe Media Paris
  - Direction artistique : Benoît Du Pac

## Production

### Concept
Dans une ambiance rappelant Philip K. Dick, cette dystopie est un hommage de Duncan Jones (fils du chanteur David Bowie) au film Blade Runner, de Ridley Scott : « Il y a un lien avec Blade Runner, mais j'ai quelques idées qui lui donneront son propre caractère. Le film se passe dans le Berlin du futur, qui peut ressembler à une version allemande du Los Angeles de Blade Runner, mais avec une sensibilité européenne ».
Selon le réalisateur, « Mute est un film qui va rester. Il est différent de tous les films de science-fiction réalisés ces temps-ci »,,. Mute regroupe tout ce que Duncan Jones adore : le film noir, la science-fiction et Berlin,, une ville où il a vécu et grandi. Par ailleurs, le réalisateur qualifie lui-même son film de « Casablanca de science-fiction »,.
Sans être une suite de Moon, Mute relève du même univers, que Jones appelle son Mooniverse,,.

### Genèse et développement
Duncan Jones, qui a déjà réalisé deux autres films de science-fiction avant Mute (Moon en 2009 et le thriller sci-fi Source Code en 2011), travaille sur le scénario de Mute depuis 2002,,.
En 2013, il envisage de réaliser avec le dessinateur britannique Glenn Fabry une bande dessinée (« a graphic novel », un « roman graphique ») sur le thème de Mute : le projet n'a jamais vu le jour, sauf une planche diffusée par Duncan Jones via Twitter.
Au milieu de l'année 2016, le réalisateur autorise le magazine Empire à révéler des éléments du « concept art » développé pour Mute, qui confirme l'influence de Blade Runner sur le film en gestation.
Le 21 septembre 2016, le réalisateur annonce sur Twitter que le tournage du film commence une semaine plus tard,,, après 14 ans de gestation.
En 2016, il commence par ailleurs à évoquer un autre projet, celui d'un film de science-fiction qui formerait une trilogie avec Moon et Mute et dont le personnage principal serait féminin (« female lead Science Fiction »),,.

### Attribution des rôles
En novembre 2015, les acteurs Alexander Skarsgård et Paul Rudd sont choisis pour interpréter les rôles principaux du projet, un an avant Justin Theroux,,.
Le réalisateur évoque également à plusieurs reprises l'apparition dans le film de Sam Bell, le personnage interprété par Sam Rockwell dans le film Moon sous forme de caméo, apparition qui servirait d'épilogue à son personnage,.
En février 2017, lors d'une interview, Robert Sheehan évoque son rôle dans le film.

### Tournage
Le tournage débute le 28 septembre 2016 à Berlin. Il a ensuite lieu dans les studios de Babelsberg à Potsdam.

## Diffusion
Le film fut diffusé en priorité sur la plateforme de streaming Netflix, mais il fit également l'objet d'une sortie limitée en salle pour pouvoir concourir aux awards.
Pour le producteur Stuart Fenegan, Netflix était « The perfect home for Mute ».